# Coptobasis sulcialis
Coptobasis sulcialis là một loài bướm đêm trong họ Crambidae.